# جيفري جونز (لاعب كرة قدم)
جيفري جونز (بالإنجليزية: Jeffrey Jones)‏ هو لاعب كرة قدم ومدرب كرة قدم بريطاني، ولد في 27 فبراير 1886 في ويلز في المملكة المتحدة، وتوفي في 1976.